# Kẻ ngoại tộc
Kẻ ngoại tộc (tiếng Anh: The Foreigner, tiếng Trung: 英倫對決) là một bộ phim điện ảnh thuộc thể loại hành động - tội phạm - chính kịch công chiếu năm 2017 do Martin Campbell làm đạo diễn và được dựa trên tiểu thuyết The Chinaman của Stephen Leather. Là sản phẩm hợp tác của ba nước Anh, Mỹ và Trung Quốc, với sự tham gia của hai ngôi sao chính là Thành Long và Pierce Brosnan, bộ phim theo chân Quan Ngọc Minh, một cựu chiến binh kiêm đầu bếp người Việt gốc Hoa đang truy tìm một tổ chức khủng bố tại Anh nhằm trả thù cho cô con gái của mình bị ám sát. Để làm được điều đó, ông đã nhờ sự trợ giúp của bộ trưởng Lian Hennessy, nhưng đồng thời còn phát hiện những bí mật động trời đằng sau vụ khủng bố ấy. Bộ phim được khởi quay từ tháng 1 đến tháng 4 năm 2016.
Kẻ ngoại tộc có buổi ra mắt tại Trung Quốc vào ngày 30 tháng 9 năm 2017, tại Mỹ vào ngày 13 tháng 10 năm 2017 và tại Việt Nam vào ngày 6 tháng 10 năm 2017 do STX Films phát hành. Bộ phim cũng được công chiếu vào tháng 12 năm 2017 tại Anh trên ứng dụng trực tuyến Netflix. Nhìn chung, bộ phim được giới chuyên môn đánh giá tích cực và cũng là một thành công về mặt doanh thu khi thu về 145,4 triệu USD từ kinh phí sản xuất 35 triệu USD. Bộ phim cũng được bình chọn là một trong mười bộ phim đáng xem nhất trên Netflix tại Anh.